# Achimenes
Genre
Synonymes
- Achimines[2]

Achimenes est un genre de plantes à fleurs dicotylédones de la famille des Gesneriaceae , originaire des régions tropicales et subtropicales d'Amérique, qui comprend une vingtaine d'espèces acceptées. Ce sont des plantes herbacées rhizomateuses, couramment cultivées comme plantes ornementales.

## Liste d'espèces
Selon NCBI (9 juillet 2021) :
- Achimenes admirabilis Wiehler
- Achimenes antirrhina (DC.) C.V.Morton
- Achimenes candida Lindl.
- Achimenes cettoana H.E.Moore
- Achimenes dulcis C.V.Morton
- Achimenes erecta (Lam.) H.P.Fuchs
- Achimenes fimbriata (Hook.) Hend.
- Achimenes flava C.V.Morton
- Achimenes glabrata (Zucc.) Fritsch
- Achimenes grandiflora (Schltdl.) DC.
- Achimenes heterophylla (Mart.) DC.
- Achimenes hintoniana Ramirez Roa & L.E.Skog
- Achimenes longiflora DC.
- Achimenes mexicana (Seem.) Benth. & Hook.f. ex Fritsch
- Achimenes misera Lindl.
- Achimenes nayaritensis L.E.Skog
- Achimenes occidentalis C.V.Morton
- Achimenes patens Benth.
- Achimenes pedunculata Benth
- Achimenes skinneri Gordon & Lindl.
- Achimenes warszewicziana (Regel) H.E.Moore
- Achimenes woodii C.V.Morton